# Éramos Seis (1967)
Éramos Seis é uma telenovela brasileira produzida pela Rede Tupi e exibida em maio de 1967.Trata-se de uma adaptação do romance homônimo de Maria José Dupré. Foi adaptada por Pola Civelli e dirigida por Hélio Souto. É terceira adaptação da novela, após a versão da Record, em 1958 e uma regional da TV Itacolomi, em 1960.

## Produção
Foi a segunda versão do famoso romance da escritora Maria José Dupré para a televisão, produzida numa fase em que a TV Tupi investia em telenovelas curtas para o horário das 19h, tendo Éramos seis permanecido um mês no ar. O ator Sílvio Rocha, que nesta versão interpretou Júlio, também participou da versão de 1977, vivendo Assad, patrão do marido de dona Lola.

## Enredo
Éramos Seis conta a história de dona Lola, uma bondosa e batalhadora mulher que faz de tudo pela felicidade do marido, Júlio, e dos quatro filhos: Carlos, Alfredo, Julinho e Isabel. A vida de Dona Lola é narrada desde a infância das crianças, quando Júlio trabalha para pagar as prestações da casa onde moram, na Avenida Angélica, passando pela chegada dos filhos à fase adulta e de Dona Lola à velhice. Conforme os anos passam, vão se modificando as coisas, com a morte de Júlio; a partida de Julinho para trabalhar no Rio de Janeiro (onde vem a se casar com uma moça de família rica), o sumiço de Alfredo pelo mundo; a união de Isabel com um homem separado; e, por fim, a inesperada morte de Carlos, deixando Dona Lola sozinha. O título vem da situação de dona Lola ao fim da vida, solitária em um asilo: eram seis, agora só resta ela.

## Elenco
| Ator             | Personagem       |
| ---------------- | ---------------- |
| Cleyde Yáconis   | Lola de Lemos    |
| Sílvio Rocha     | Júlio de Lemos   |
| Plínio Marcos    | Carlos de Lemos  |
| Roberto Orozco   | Alfredo de Lemos |
| Guy Loup         | Isabel de Lemos  |
| Tony Ramos       | Julinho de Lemos |
| Dina Lisboa      | Tia Emília       |
| Serafim Gonzalez | Felício          |

### Participações especiais
| Ator              | Personagem      |
| ----------------- | --------------- |
| Adalberto Juliano | Carlos (jovem)  |
| Renê Dantas       | Alfredo (jovem) |
| Gianete Franco    | Isabel (jovem)  |
| Antônio Carlos    | Julinho (jovem) |

## Outras adaptações
- Éramos Seis (1945) filme argentino dirigido por Carlos Borcosque e protagonizado por Sabina Olmos, foi a primeira e única versão exibida para o cinema.
- Éramos Seis (1958) primeira versão televisionada protagonizada por Gessy Fonseca, sendo exibida pela Record.
- Éramos Seis (1960) segunda versão, uma produção regional da TV Itacolomi produzida por Léa Delba.
- Éramos Seis (1977) quarta versão novamente exibida pela Rede Tupi e com Nicette Bruno como protagonista.
- Éramos Seis (1994) quinta versão com Irene Ravache como protagonista, desta vez transmitida pelo SBT.
- Éramos Seis (2019) sexta versão com Glória Pires e exibida pela Rede Globo.